# 이건우 (기계공학자)
이건우(李建雨, 1955년 12월 11일~)는 공학박사 출신이자, 2020년 8월 교수 정년 퇴임 이후부터 서울대학교 공과대학 기계공학과 명예교수를 지내는 이인데, 대구경북과학기술원(DGIST)의 총장(석좌교수 겸무)으로도 재직 중인, 대한민국의 기계공학자 겸 공학 교육인이다.
또한 그는 2013년 연구 업적과 교육 및 전문 분야에 대한, 사회적인 공헌 등 우수한 성과를 나타내는 회원에게만 주어지는 ASME(미국기계학회)의 석학회원에도 선임됐다.

## 생애 및 교육
이건우 박사는 1955년 서울 출생으로, 1978년 서울대학교 공과대학에서 기계공학 학사 학위를 취득하였다. 이후 그는 매사추세츠 공과대학교(MIT) 공과대학원로 진학하여 1981년에 기계공학 석사 학위를, 1984년에는 박사 학위를 받았다.

## 경력
2004년부터 2014년까지 이 박사는 엘스비어사의 저널인 Computer-Aided Design의 공동 편집장을 맡았다. 이후 2014년부터는 옥스포드 출판사의 저널인 Journal of Computational Design and Engineering의 편집장을 맡고 있다.
이건우 박사는 2004년부터 2009년까지 서울대학교 산하 차세대융합기술연구원의 초대원장을 역임했다. 또한 2013년부터 2017년까지 서울대학교 공과대학 학장을, 2016년과 2017년에는 서울대학교 공학전문대학원의 초대원장을 역임하였다.
그는 2015년부터 2020년까지 한국공학한림원의 부원장으로 활동하였으며, 현재는 한국과학기술한림원의 회원이자 미국기계공학회의 석학회원이다. 2013년에는 대한기계학회 회장으로, 2017년부터 2018년까지는 한국공학교육학회 회장으로 활동하였다.
- 1984년 ~ 1986년 : 미국 일리노이대학교 어바나샴페인캠퍼스 기계과 조교수
- 1986년 ~ 1990년 : 서울대학교 공과대학 기계설계학과 조교수
- 1990년 ~ 1995년 : 서울대학교 공과대학 기계설계학과 부교수
- 1990년 ~ 1992년 : 서울대학교 공과대학 최고산업 전략과정 부주임교수
- 1992년 ~ 1993년 : 미국 매사추세츠공과대학교 기계공학과 객원부교수
- 1994년 ~ 1996년 : 서울대학교 공과대학 기계설계학과 학과장
- 1995년 ~ 2020년 : 서울대학교 공과대학 기계항공공학부 교수(2020년 8월 이후 명예교수)
- 1995년 ~ 2000년 : 한국캐드캠학회 부회장
- 1998년 ~ 2000년 : 대한기계학회 편집이사
- 2002년 ~ 2003년 : 미국 스탠퍼드대학교 기계공학과 객원부교수
- 2004년 : CAD저널 편집장
- 2004년 ~ 2005년 : 서울대학교 공과대학 학생부학장
- 2004년 ~ 2009년 : 차세대융합기술연구원 원장
- 2005년 ~ 2007년 : 서울대학교 공과대학 교무부학장
- 2006년 ~ 현재 : 한국과학기술한림원 정회원
- 2007년 ~ 현재 : 한국공학한림원 정회원
- 2009년 ~ 2013년 : 한국공학한림원 국제협력위원회 위원장
- 2012년 : 대한기계학회 수석부회장
- 2013년 1월 ~ 2013년 12월 : 제57대 대한기계학회 회장
- 2013년 9월 ~ 2017년 8월 : 제25대 서울대학교 공과대학 학장
- 2015년 1월 ~ : 한국공학한림원 부회장
- 2015년 : 한국공과대학장협의회 회장
- 2015년 ~ : 세계공과대학장협의회 집행위원
- 2017년 ~ 2018년 : 한국공학교육학회 회장
- 2020년 8월: 서울대학교 공과대학 기계공학부 명예교수
- 2023년 12월 ~ 현재: 대구경북과학기술원(DGIST) 총장

## 학력
- 경기고등학교
- 1974년 ~ 1978년 : 서울대학교 기계공학 학사
- 1979년 ~ 1981년 : 매사추세츠공과대학 대학원 기계공학 석사
- 1981년 ~ 1984년 : 매사추세츠공과대학 대학원 기계공학 박사

## 연구 및 업적
이건우 박사의 연구 관심분야는 다중 해상도 모델링을 지원하는 CAD 시스템, 신발과 가발을 위한 맞춤형 제작 시스템, 치과용 CAD 시스템, 3D 프린터, 그리고 제품과 인간 사용자를 동시에 시뮬레이션할 수 있는 인간 중심 CAD 시스템과 같은 통합 프레임워크이다. 그의 실용적 연구는 한국과 미국에서 두 개의 성공적인 스타트업 설립으로 이어졌다.
그는 1999년에 Addison-Wesley 출판사에서 발행된 Principles of CAD/CAM/CAE Systems라는 책을 저술하였으며, 이 책은 1만부 이상 판매되는 등 해당 분야에서 널리 알려진 교재가 되었다. 이건우 박사의 논문과 특허는 총 7,354회 인용되었으며, 이는 그의 연구가 해당 분야에 미친 지대한 영향을 반영한다.

## 주요 저서
- Kunwoo Lee. Principles of CAD/CAM/CAE Systems. Addison-Wesley, 1999.

## 수상
- 2014 엘스비어 명예 편집장상[3]
- 2006 제2회 경암학술상 공학부문
- 1997 한국정밀공학회 백암논문상
- 1987 대한기계학회 백암논문상